# Museo de la Ciencia y el Cosmos

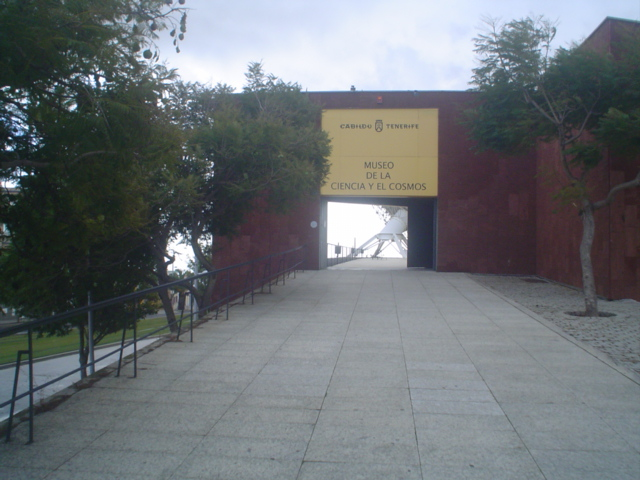
Museo de la Ciencia y el Cosmos

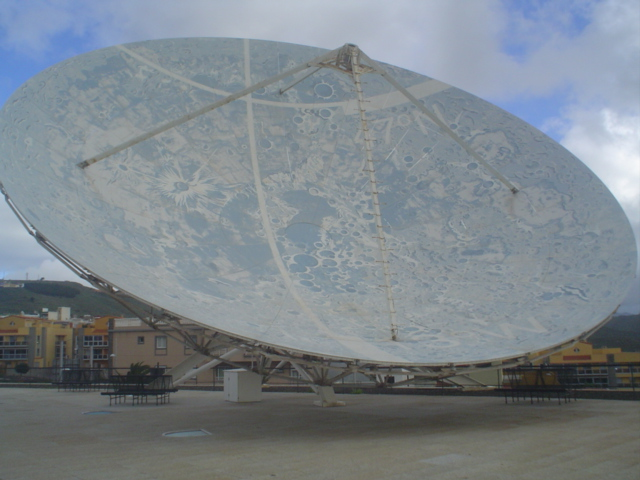
Parabolica gigante

Museo de la Ciencia y el Cosmos (Museo della Scienza e del Cosmo) è un museo dell'astronomia appartenenti al Organismo Autonomo di Musei e Centri del Consiglio comunale della Tenerife situato nella città di San Cristóbal de La Laguna, sull'isola di Tenerife (Isole Canarie, Spagna). È considerato il museo della scienza e dell'astronomia maggiore delle Isole Canarie e uno dei più importanti in Spagna.
Il suo scopo è quello di portare al pubblico le scoperte che stanno fornendo lo studio dell'universo.
È soprattutto un museo partecipativo, dove i visitatori hanno l'opportunità di "esperienza" in sé le leggi ed i principi che governano la natura, dal funzionamento del corpo umano al funzionamento delle stelle. Si rivolge a tutti i pubblici.
Tra le sue numerose attrazioni che implementano le leggi della fisica è "Planetarium", oltre il "viaggio interstellare" con ologrammi.